# SN 1926A
SN 1926A è stata una supernova osservata nel 1926 nella galassia spirale M61 (conosciuta anche con il nome di NGC 4303) situata nell'Ammasso della Vergine, ed è stata la prima supernova osservata in questa galassia. È stata una delle prime supernove mai osservate.